# Щецинецький повіт
Щецинецький повіт (пол. powiat szczecinecki) — один з 18 земських повітів Західнопоморського воєводства Польщі.
Утворений 1 січня 1999 року в результаті адміністративної реформи.

## Загальні дані
Повіт знаходиться у східній частині воєводства.
Адміністративний центр — місто Щецинек.
Станом на 1.01.2008 населення становить 77 234 осіб, площа 1765,39 км².
На терени повіту були депортовані 3551 українець з українських етнічних територій у 1947 році (т. з. акція «Вісла»).

## Демографія
Демографічні дані повіту станом на 30.06.2005:
|       | Всього | Всього | Жінки  | Жінки | Чоловіки | Чоловіки |
| ----- | ------ | ------ | ------ | ----- | -------- | -------- |
|       | осіб   | %      | осіб   | %     | осіб     | %        |
| Повіт | 77 331 | 100    | 39 633 | 51,3  | 37 698   | 48,7     |
| Міста | 48 924 | 100    | 25 676 | 52,5  | 23 248   | 47,5     |
| Села  | 28 407 | 100    | 13 957 | 49,1  | 14 450   | 50,9     |